# Holiday (fiktiv person)
 For alternative betydninger, se Holiday. (Se også artikler, som begynder med Holiday)
Holiday er fiktiv person i Batman-serien, der er en fjende af Batman.
Holiday optræder i The Long Halloween (1996-1997), der er skabt af forfatter Jeph Loeb og kunstner Tim Sale.
I The long Halloween dræber Holiday  en eller flere gangstere på helligdagen og efterlader altid en ting, der har noget med helligdagen at gøre.

## Dræber
- Halloween: Johny Vitty, Carmine Falcones nevø. Et græskarhoved blev efterladt
- Thanksgiving: De irske, En bande af irske bøller som Carmine Falcone hyrede. En thanksgiving-kurv blev efterladt.
- Jul: Milos Grapa, Falcones bodyguard. En snekugle blev efterladt.
- Nytårsaften: Alberto Falcone, Carmines søn. Han viste sig senere ikke at være død. Et glas champagne og noget] konfetti blev efterladt.
- Valentinsdag: Nogle gangstere, som Falcone havde hyret, og nogle uskyldige mennesker der spiste i Falcones rival Sal Maronis restaurant. En hjerteformet æske med chokolade blev efterladt
- Skt. Patricks dag: En hel masse bøller, som Maroni havde hyret. En skovnisse-figur blev efterladt.
- 1. april: Gækkeren, en af Batmans værste fjender. Han overlevede. En paraply blev efterladt
- Mors dag: Bøssemageren, en våbenbutiksejer der lavede Falcones våben. En kurv med blomster blev efterladt.
- Fars dag: Luigi Maroni, Sal Maronis far. Et slips i en gaveæske blev efterladt.
- Uafhængighedsdagen: Jasper Dolan, en af Falcones kontakter. En figur af Frihedsgudinden blev efterladt.
- Carmine Falcones fødselsdag: Carla Vitty, Falcones søster og Johnys mor.
- Labor Day: Sal Maroni
- Halloween igen: Carmine Falcone